# Rusco Tower

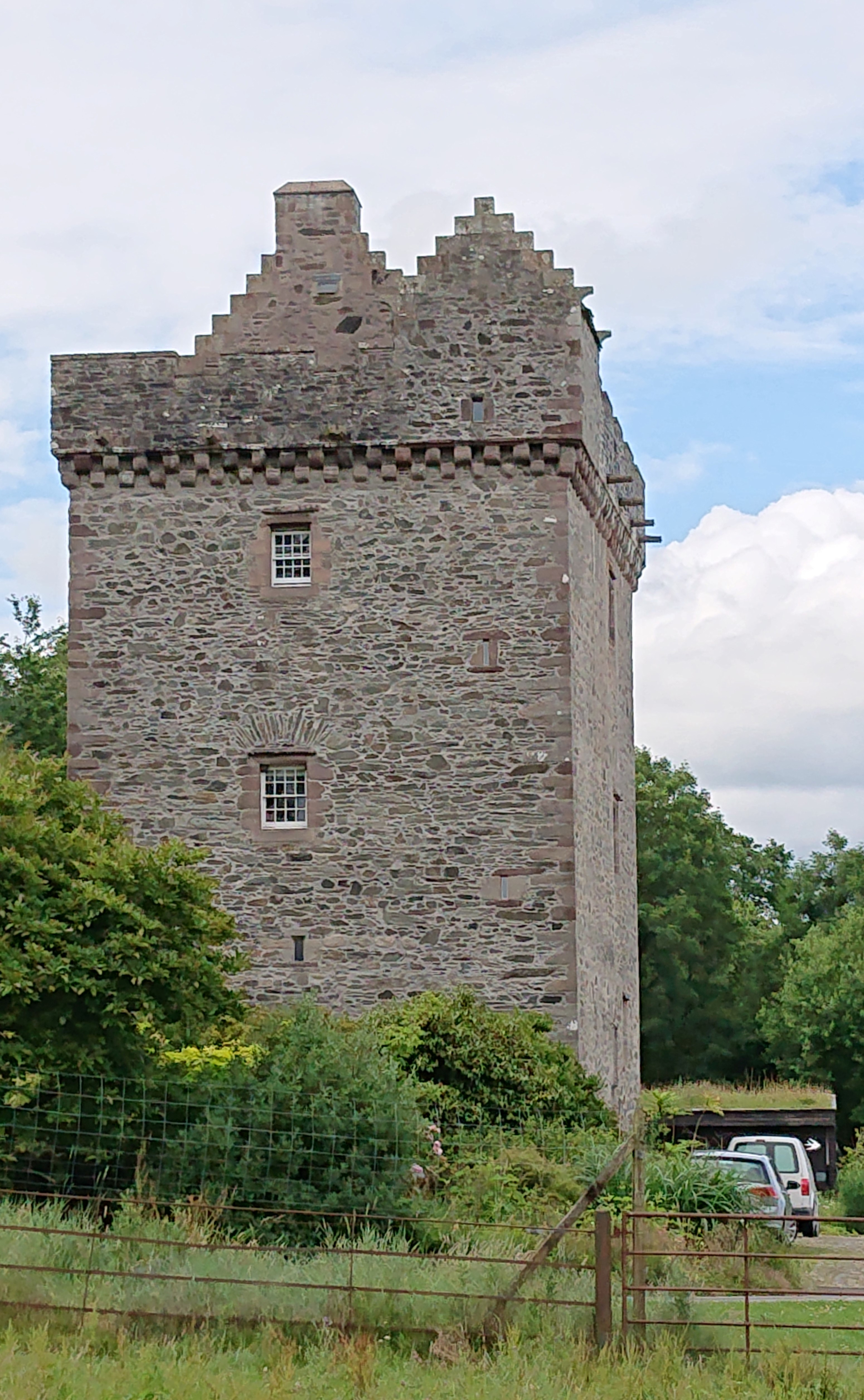
Rusco Castle

Rusco Tower, auch Rusco Castle oder Rusko Castle, ist ein Tower House nahe der schottischen Ortschaft Gatehouse of Fleet in der Council Area Dumfries and Galloway. 1971 wurde das Bauwerk in die schottischen Denkmallisten in der höchsten Denkmalkategorie A aufgenommen.

## Beschreibung
Das Tower House liegt in einer dünnbesiedelten Region rund vier Kilometer nordwestlich von Gatehouse of Fleet nahe dem Zusammenfluss von Big Water of Fleet und Little Water of Fleet zum Water of Fleet. Die Ländereien von Rusco gelangten im frühen 16. Jahrhundert durch Heirat in den Besitz von Robert Gordon of Lochinvar. Um diese Zeit entstand Rusco Tower. Der vierstöckige Wehrturm war bis um 1890 bewohnt.
Rusco Tower weist einen schlichten länglichen Grundriss von 11,7 m × 8,8 m auf. Das Bruchsteinmauerwerk ist zwischen 1,8 und 2,4 m mächtig. Oberhalb der Eingangstüre an der Ostseite ist eine verwitterte Wappenplatte eingelassen. Sie zeigt zwei Schilde, wobei zwei Einhörner das obere halten, sowie das schottische Wappen. Eine gedrückte Rundbogenöffnung findet sich an der Nordseite. An dieser Flanke wurde vermutlich im 17. Jahrhundert ein zweistöckiger, 17,4 m × 6,4 m messender Anbau hinzugefügt. Dieser wurde 1974 abgebrochen, womit ein ehemaliger Durchgang im Gebäudeinneren zu einer Außenöffnung wurde. Mehrere kleine Fenster sind unregelmäßig über die Fassaden verteilt. Das Tower House schließt mit einer auskragenden Zinnenbewehrung mit Maschikuli.
Ebenerdig ist ein hoher Raum mit Gewölbedecke eingerichtet. Über eine Wendeltreppe an der Südostkante sind die oberen Stockwerke zugänglich.